# 야마노 다카요시
야마노 다카요시(일본어: 山野 孝義, 1955년 4월 5일 ~ )는 일본의 전 축구 선수이다.

## 국가대표팀 경력
그는 1980년 6월 11일 중국과의 경기에서 일본 국가대표팀에 데뷔했다. 그는 국제 A매치 통산 2경기에 출전했다.

## 통계
| 일본 | 일본 | 일본 |
| 연도 | 출전 | 득점 |
| ---- | ---- | ---- |
| 1980 | 2    | 0    |
| 통산 | 2    | 0    |